# Circuito San Juan Villicum
Il circuito San Juan Villicum o autodromo El Villicum è un circuito lungo 4276 metri situato sulla Sierra de Villicum nelle vicinanze di San Juan, in Argentina. Nell'ottobre 2018 ha ospitato la sua prima gara, la prova Argentina del campionato mondiale Superbike.